# Synagoga Chaima Nejmana w Łodzi (ul. Zagajnikowa)
Synagoga Chaima Nejmana w Łodzi – prywatny dom modlitwy znajdujący się w Łodzi przy ulicy Zagajnikowej.
Synagoga została zbudowana w 1891 roku z inicjatywy Chaima Nejmana, Kiwy Klejda i Bera Szmula Obarzanka. Podczas II wojny światowej hitlerowcy zdewastowali synagogę.